# Kostaryka na Letnich Igrzyskach Olimpijskich 1996
Kostarykę na Letnich Igrzyskach Olimpijskich 1996 reprezentowało 11 zawodników: sześciu mężczyzn i pięć kobiet. Był to 10 start reprezentacji Kostaryki na letnich igrzyskach olimpijskich. Claudia Poll zdobyła pierwszy złoty medal dla Kostaryki.

## Zdobyte medale
| Medal | Zawodnik     | Dyscyplina | Konkurencja                  | Rezultat |
| ----- | ------------ | ---------- | ---------------------------- | -------- |
| Złoto | Claudia Poll | Pływanie   | 200 m stylem dowolnym kobiet | 1:58,16  |

## Skład kadry

### Judo
Mężczyźni
- Henry Núñez - waga do 71 kg - 21. miejsce,
- Ronny Gómez - waga do 95 kg - 31. miejsce,

### Kajakarstwo górskie
Mężczyźni
- Roger Madrigal - K-1 slalom - 39. miejsce,

Kobiety
- Gilda Montenegro - K-1 slalom - 28. miejsce

### Kolarstwo górskie
Mężczyźni
- José Andrés Brenes - cross-country - 6. miejsce,

### Lekkoatletyka
Mężczyźni
- José Luis Molina - maraton - 24. miejsce

Kobiety
- Zoila Stewart - bieg na 400 m - odpadła w eliminacjach

### Pływanie
Mężczyźni
- Juan José Madrigal - 100 m stylem klasycznym - 34. miejsce,

Kobiety
- Claudia Poll
  - 200 m stylem dowolnym - 1. miejsce,
  - 400 m stylem dowolnym - 5. miejsce,
- Melissa Mata - 200 m stylem motylkowym - 33. miejsce

### Skoki do wody
Kobiety
- Daphne Hernández
  - skoki z trampoliny - 30. miejsce,
  - skoki z wieży - 26. miejsce